# Den stora maskeraden (bok)

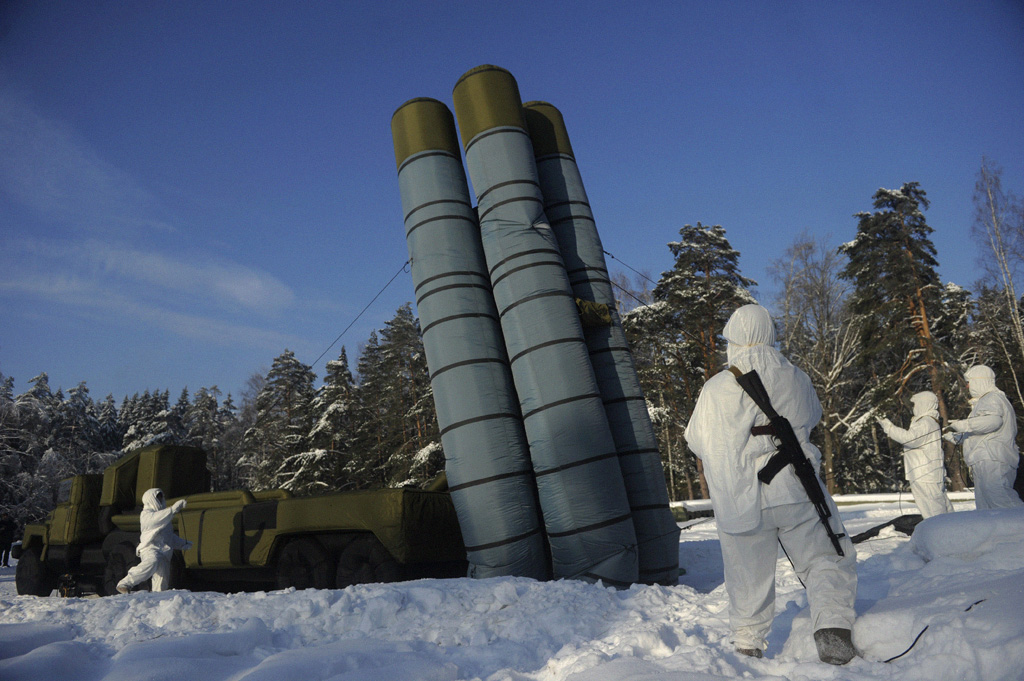
Falsk luftvärnsrobotsystem av uppblåsbara element

Den stora maskeraden – sovjetrysk militär vilseledning, Maskirovka, sett i ett historiskt perspektiv är en bok av Lars Ulfving, som utgavs 2000.
Lars Ulfving beskriver i boken hur Sovjetunionen, och idag Ryssland har utvecklat Maskirovka, döljandets och vilseledandets konst till en viktig politisk och militär kraft.